# Cory Larose
Cory Larose (* 14. Mai 1975 in Campbellton, New Brunswick) ist ein ehemaliger kanadischer Eishockeyspieler, der im Verlauf seiner aktiven Karriere zwischen 1996 und 2011 unter anderem fast 400 Spiele in der American Hockey League (AHL) auf der Position des Centers bestritten hat. Darüber hinaus absolvierte Larose sieben Partien für die New York Rangers in der National Hockey League (NHL) und stand jeweils eine Spielzeit bei den SCL Tigers und Vienna Capitals unter Vertrag.

## Karriere
Larose startete seine Eishockeykarriere 1993 im Alter von 18 Jahren an der Kimball Union Academy in Meriden im US-Bundesstaat New Hampshire. Im darauffolgenden Jahr wechselte der Kanadier in die British Columbia Hockey League (BCHL) zu den Langley Thunder, für die er zwei Jahre spielte, ehe er im Sommer 1996 in die Vereinigten Staaten zurückkehrte, da er sein Studium an der University of Maine begann. Dort spielte er gleichzeitig für die Universitätsmannschaft in der Hockey East, einer Liga im Spielbetrieb der National Collegiate Athletic Association (NCAA). Insgesamt lief er vier Spielzeiten lang – bis zum Ende der Saison 1999/2000 – für das Team auf, in dem er stets zu den besten Scorern gehörte. Neben zahlreichen individuellen Auszeichnungen gewann er mit der Mannschaft im Jahr 1999 die US-amerikanische Collegemeisterschaft der Division I sowie im Jahr darauf den Meistertitel der Hockey East.
Im Anschluss an die College-Spielzeit 1999/2000 unterschrieb der Stürmer im Mai 2000 als ungedrafteter Free Agent einen Zwei-Wege-Vertrag bei den neu gegründeten Minnesota Wild aus der National Hockey League (NHL) und wechselte somit zur Saison 2000/01 ins Profilager. Diese setzen ihn jedoch ausschließlich in ihren Farmteams in der East Coast Hockey League (AHL) und International Hockey League (IHL) ein. Auch die folgenden beiden Spielzeiten verbrachte der Kanadier in den Minor Leagues, wo er für die Houston Aeros in der American Hockey League auflief und am Ende der Spielzeit ins AHL All-Rookie Team gewählt wurde. Nach fast drei Jahren in der Organisation der Wild ohne Einsatz in der NHL wurde Larose im Februar 2003 im Austausch für Jay Henderson an die New York Rangers abgegeben. Auch dort wurde er für den Rest des Spieljahres 2002/03 im Farmteam, dem Hartford Wolf Pack, eingesetzt, kam aber, nachdem er auch den Großteil der folgenden Saison in Hartford verbracht hatte, zu seinem NHL-Debüt für die Rangers. In sieben Begegnungen gelang ihm dabei ein Assist. Da sein Vertrag im Sommer 2004 auslief, verließ Larose die Rangers und heuerte als Free Agent bei den Atlanta Thrashers an. Wie bereits in Minnesota und New York konnte sich der Center keinen Stammplatz im NHL-Kader erarbeiten und fand sich erneut in der American Hockey League, diesmal bei den Chicago Wolves, wieder.

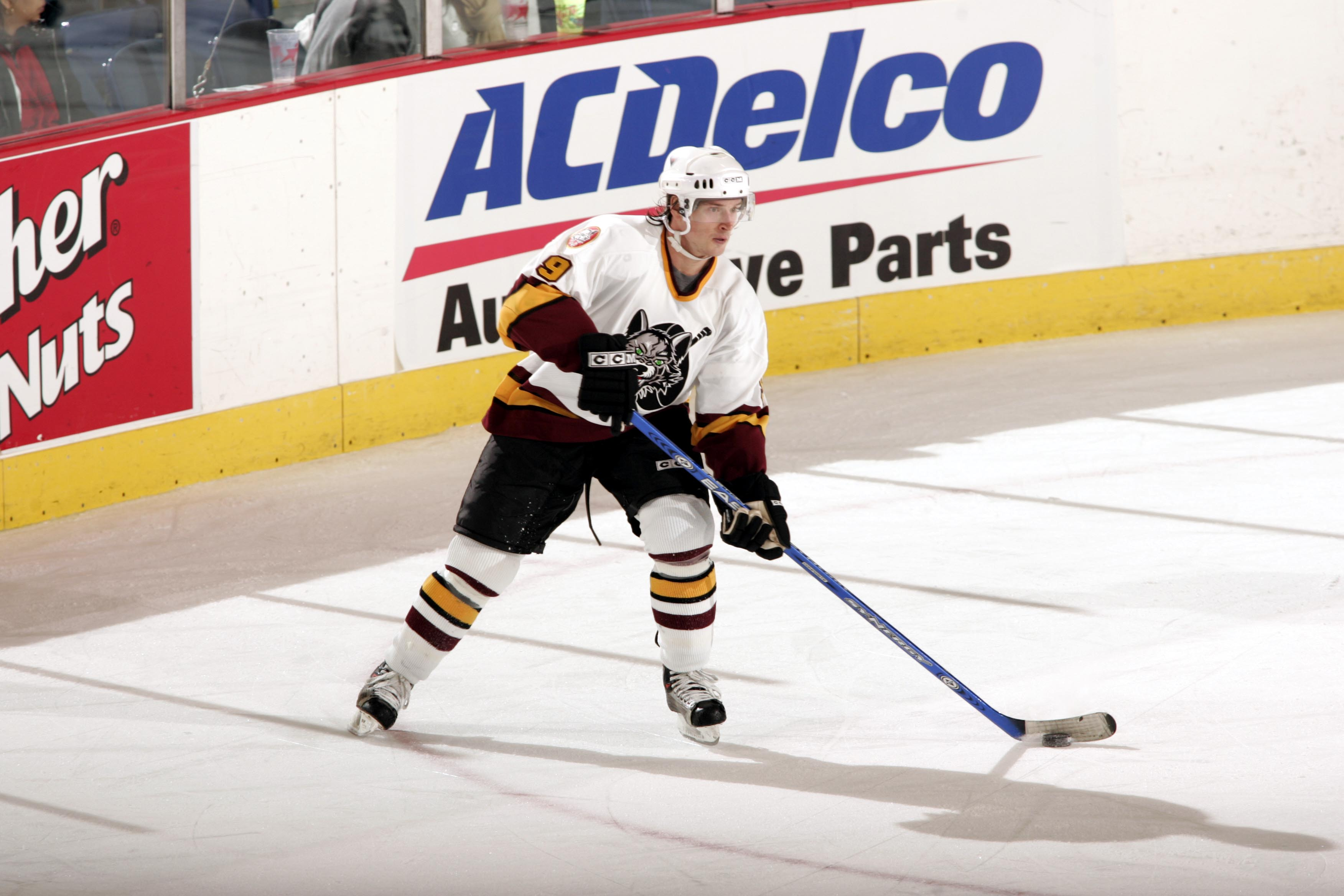
Larose im Trikot der Chicago Wolves (2006)

Nach nur einem Jahr bei den Wolves, das er als zweitbester Scorer des Teams abschloss, entschied sich Larose zu einem Wechsel nach Europa. Er unterzeichnete einen Vertrag beim Schweizer A-Nationalligisten SCL Tigers, dem er die gesamte Saison 2005/06 treu blieb, aber trotz seiner 31 Scorerpunkte den letzten Platz in der Hauptrunde nicht verhindern konnte. In den sich anschließenden Playdowns war er mit sieben Punkten in sechs Partien maßgeblich am Klassenerhalt des Teams aus Langnau beteiligt. Obwohl das Team in der höchsten Spielklasse verblieben war, kehrte Larose zur Spielzeit 2006/07 in die AHL zu den Chicago Wolves zurück. Er absolvierte die beste Spielzeit seiner Karriere mit 83 Punkten in nur 63 Begegnungen und stellte gemeinsam mit Darren Haydar, Brett Sterling sowie Jason Krog die gefährlichste Offensive der gesamten Liga. Insgesamt erreichte Larose den fünften Platz in der Scorerwertung der AHL, konnte aber ebenso wie seine Teamkollegen das Ausscheiden in der Vorschlussrunde der Playoffs nicht verhindern.
Trotz seines endgültigen Durchbruchs in den nordamerikanischen Minor Leagues verließ der Stürmer das Team aus Chicago erneut nach nur einer Spielzeit und unterschrieb zur Saison 2007/08 das zweite Mal einen Vertrag in Europa. Seine erste Station war der russische Superligist Ak Bars Kasan, dem er jedoch nach nur vier Spielen den Rücken kehrte und in die schwedische Elitserien zu Luleå HF wechselte. Dort verbrachte er den Rest des Spieljahres, verpasste aber mit der Mannschaft die Playoff-Qualifikation. Im Sommer 2008 endete das zweite Europa-Engagement Laroses, als er am 15. Juli 2008 einen Zwei-Wege-Vertrag bei den San Jose Sharks aus der NHL akzeptierte. Nach dem saisonvorbereitenden Trainingscamp schickten ihn diese zu ihrem AHL-Farmteam, den Worcester Sharks. Dort verbrachte die gesamte Spielzeit, fand sich aber dort nie wirklich zurecht. In den Playoffs wurde der Angreifer vom Trainerstab sogar auf die Tribüne gesetzt.
Für die Saison 2009/10 wechselte Larose zum SC Langenthal in die Schweizer National League B. Ab September 2010 stand er für eine Saison bei den Vienna Capitals in der österreichischen Erste Bank Eishockey Liga (EBEL) unter Vertrag und beendete im Anschluss im Alter von 36 Jahren seine aktive Karriere.

## Erfolge und Auszeichnungen
| - 1996 BCHL Playoff MVP Award - 1997 Hockey East All-Rookie Team - 1998 Hockey East All-Academic Team - 1999 Hockey East All-Academic Team - 1999 NCAA-Division-I-Championship mit der University of Maine - 2000 Lamoriello-Trophy-Gewinn mit der University of Maine | - 2000 Hockey East First All-Star Team - 2000 Hockey East All-Tournament Team - 2000 Hockey East All-Academic Team - 2000 NCAA East Second All-American Team - 2000 Len Ceglarski Award (Hockey East Sportmanship) - 2002 AHL All-Rookie Team |

## Karrierestatistik
(Legende zur Spielerstatistik: Sp oder GP = absolvierte Spiele; T oder G = erzielte Tore; V oder A = erzielte Assists; Pkt oder Pts = erzielte Scorerpunkte; SM oder PIM = erhaltene Strafminuten; +/− = Plus/Minus-Bilanz; PP = erzielte Überzahltore; SH = erzielte Unterzahltore; GW = erzielte Siegtore; 1 Play-downs/Relegation; Kursiv: Statistik nicht vollständig)